# Isabella Karle
Isabella Karle (Detroit (Michigan), 2 december 1921 – Alexandria (Virginia), 3 oktober 2017) was een Amerikaans scheikundige die samen met haar echtgenoot, Jerome Karle, belangrijke bijdragen heeft geleverd op het gebied van de kristallografie.

## Biografie
Isabella Helen Lugoski was de dochter van Poolse immigranten. Op de lagere school werd ze door een lerares aangespoord om een carrière na te streven in de scheikunde. Ze kon met een studiebeurs de Universiteit van Michigan bezoeken waar haar hoofdvak fysische scheikunde was. Op haar negentiende behaalde ze bachelordiploma, gevolgd door een Master of Science en in 1944 een promotie op dit vakgebied.
Tijdens haar promotieonderzoek ontmoette ze ook haar toekomstige echtgenoot, Jerome Karle, met wie ze in 1942 trouwde. Beide werden tijdens hun promotie begeleid door Lawrence Brockway.
Gedurende de Tweede Wereldoorlog was Karle werkzaam in het Metallurgisch Laboratorium van de Universiteit van Chicago waar ze in het kader van het Manhattanproject technieken ontwikkelde om zuiver plutoniumchloride te extraheren uit een mengsel van onzuiver plutoniumoxide.
Aan het eind van de oorlog kwamen ze terecht op Amerikaanse Navel Research Laboratory (NRL) in Washington D.C. Bij het NRL ontwikkelde haar echtgenoot Jerome, samen met de wiskundige Herbert Hauptman, de "directe methoden" voor het analyseren van de structuur van kristallen. Echter, jarenlang bleven andere kritallografen sceptisch staan over de praktische toepassing ervan. Isabella behoorde daarentegen tot een van de eerste chemici die zijn methode ging gebruiken om de structuur te bepalen van complexe, biologische moleculen, zoals proteïnes, steroïden en toxines.
In 1985 ontvingen Jerome Karle en Herbert Hauptman beide de Nobelprijs voor Scheikunde voor de ontwikkeling van zijn directe methoden voor het analyseren van data verkregen uit röntgendiffractie van kristallen. Jerome en vele andere leden van de kristallografie-gemeenschap waren van mening dat ook Isabella mee had moeten delen in eer van de Nobelprijs.
Gedurende haar carrière ontving Isabella veel eerbetoon. Zo was ze lid van de National Academy of Sciences (1978), de American Academy of Arts and Sciences (1993) en de American Philosophical Society. In 1988 werd ze onderscheiden met de Gregori Aminoffprijs en in 1995 met de National Medal of Science, naast vele andere onderscheidingen en acht ere-doctoraten.

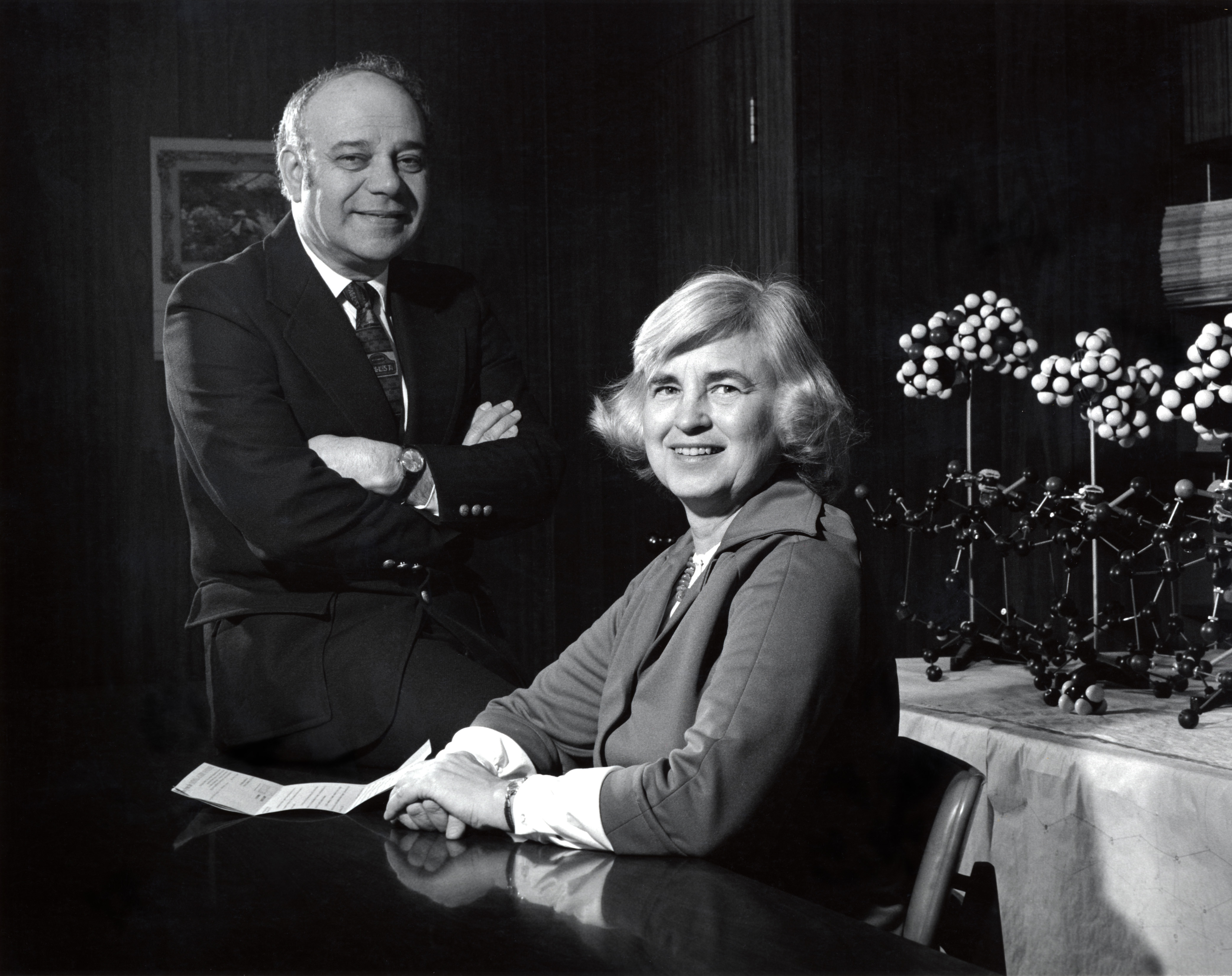
Isabella (zittend) en Jerome Karle bij het U.S. Naval Research Laboratory, waar ze jarenlang hebben samengewerkt.